# Estadio Al Khor
El Estadio Al Khor (en árabe:  ملعب الخور) es un estadio multiusos situado en la ciudad de Jor, Catar.  Fue inaugurado en 2012 y actualmente cuenta con una capacidad para 12,000 espectadores.
Se utiliza principalmente para partidos de fútbol y competencias de atletismo, y es el juegan la mayoría de sus partidos como local los clubes Al-Khor SC y Al-Kharitiyath SC de la Liga de fútbol de Catar. 
Durante la Copa Mundial de Futbol de 2022, el recinto fungió como campo de entrenamiento de la Selección de México.